# Roger Boisjoly
Roger Boisjoly (* 25. April 1938 in Lowell, Massachusetts; † 6. Januar 2012 in Nephi, Utah) war ein US-amerikanischer Ingenieur, der vor der Challenger-Katastrophe als vergeblicher Warner auftrat.

## Leben
Roger Boisjoly arbeitete seit 1980 für die Firma Morton Thiokol, den Produzenten der äußeren Feststoffraketen für das Space-Shuttle-Programm. Er wies bereits im Juli 1985 auf die fehleranfällige Konzeption der so genannten O-Ringe hin. Der Ausfall dieser Dichtungsringe führte letztlich zum Unglück der Raumfähre Challenger am 28. Januar 1986, bei dem die gesamte Besatzung starb. Die Dichtungsringe, die die Übergänge zwischen den Segmenten der Feststoffrakete abdichten sollten, waren bereits bei einer Mission im Juli 1985 schwer beschädigt worden. Boisjoly untersuchte damals die O-Ringe und stellte fest, dass die geringere Elastizität der Ringe bei niedrigen Außentemperaturen während des Starts zu Undichtigkeiten führen könne und es infolgedessen zu einem Austritt heißer Gase mit katastrophalen Auswirkungen kommen könnte.
Boisjoly brachte das Problem in seiner Firma vor, wurde aber nicht ernst genommen. Morton Thiokol verhandelte zu dieser Zeit mit der NASA über einen neuen Vertrag, wobei die Möglichkeit bestand, dass die NASA außer Morton Thiokol künftig noch weitere Lieferanten zuließe. Da Boisjoly nicht locker ließ, wurde firmenintern eine „Taskforce“ eingerichtet, die aber laut Boisjoly wenig Unterstützung durch das Management erhielt. Ende 1985 warnte Boisjoly explizit vor einer möglichen Katastrophe bei einer der nächsten Shuttle-Missionen.
Der vorgesehene Start der Raumfähre am 28. Januar 1986 fand unter besonders ungünstigen Wetterbedingungen statt. Die Nachttemperaturen hatten bis zu −6 °C betragen. Boisjoly vertrat mit seinen Kollegen die Ansicht, dass dies die Funktionsfähigkeit der Dichtungsringe gefährlich beeinträchtigen würde. Das Management von Morton Thiokol stimmte zu, dass diese Frage ernst genug sei, um den schon mehrfach verschobenen Start nochmals zu verschieben. Die NASA stand allerdings unter dem Druck der Öffentlichkeit. Im Rahmen einer Telefonkonferenz mit dem NASA-Management zogen sich die Manager von Morton Thiokol letztlich auf die Position zurück, dass ihre Daten nicht eindeutig interpretierbar wären. Daraufhin wurde die fatale Challenger-Mission STS-51-L gestartet. Boisjolys Warnungen erwiesen sich als berechtigt.
Nach der Challenger-Katastrophe, die sieben Astronauten das Leben kostete, ordnete Präsident Ronald Reagan eine Untersuchungskommission zur Erforschung der Unglücksursache an. Roger Boisjoly war einer der Zeugen. In der Folge verließ Boisjoly, als Whistleblower zum Außenseiter geworden, die Firma Morton Thiokol. Er beschäftigte sich danach mit Ethik am Arbeitsplatz. 
Mit diesem Thema wurde er zum beliebten Gastredner und hielt Vorträge an über 50 US-amerikanischen Universitäten. 1988 wurde er von der American Association for the Advancement of Science mit dem „Preis für wissenschaftliche Freiheit und Verantwortung“ ausgezeichnet.